# Kopparglansstjärt
Kopparglansstjärt (Metallura theresiae) är en fågel i familjen kolibrier.

## Utbredning och systematik
Kopparglansstjärt förekommer i Anderna i norra Peru. Den delas in i två underarter med följande utbredning:
- M. t. theresiae – Amazonas till Huánuco
- M. t. parkeri – Cordillera de Colan

## Status
IUCN kategoriserar arten som livskraftig.

## Namn
Fågelns vetenskapliga artnamn hedrar Marie Thérèse Baer, gift med franske handlare och samlare av specimen Gustave A. Baer.